# 高宮王
高宮王（たかみやのおおきみ/たかみやおう、生没年不詳）は、奈良時代の歌人・官人。
名前に「王」が付いているところから皇族出身と推察されるが、詳しい系譜などは不明。『万葉集』に2首の歌が載る。
- かわらふじに延ひおほとれる屎葛（くそかずら）絶ゆることなく宮仕えせむ（万葉集16-3855）

かわらふじ（サイカチ）と屎葛（ヘクソカズラ）を歌に詠み込む。
- 婆羅門の作れる小田を食む烏瞼腫れて幡桙に居り（万葉集16-3856）

「婆羅門」「烏」「幡桙」など、予め詠み込む物の名を決めて作った物名歌。